# Halcampactis dubia
Halcampactis dubia is een zeeanemonensoort uit de familie Haliactiidae.
Halcampactis dubia is voor het eerst wetenschappelijk beschreven door Stuckey in 1909.